# Kofia
Kofia var en svensk/arabisk grupp verksam i Göteborg, som spelade palestinainfluerad musik, vilka klart tog ställning för en palestinsk stat.
Kofia betyder palestinasjal på arabiska. Den existerade under 1970- och 1980-talen och bestod av cirka 10 personer varav två var palestinier. I skivkonvoluten stod det inte vilka som medverkade. De trakterade både klassiska västerländska instrument såsom trummor, mandolin och flöjt men även den arabiska ouden.
I samband med demonstrationer mot  Israels krig mot Hamas, inlett i oktober 2023, har gruppens låt Leve Palestina fått stor internationell spridning.
År 2025 tilldelades George Totari The Palestine Prize i konstkategorin, som första musiker någonsin. Priset uppmärksammade hans insats för att sprida medvetenhet om situationen i Palestina och för att använda musiken som ett fredligt verktyg för motstånd.

## Diskografi
- Palestina, mitt land (1976)
- Mitt hemlands jord (1978)
- En hälsning till mitt folk (1984)
- Palestine Lives (1988)
- Jag skrev ditt namn... / I Wrote Your Name... (2022)
- (r)-arnas största hits (1998) (samlingsskiva)
- Framåt! - För Palestinas befrielse (2002) (samlingsskiva)